# Rimersburg
Rimersburg ist ein Borough im Clarion County im US-amerikanischen Bundesstaat Pennsylvania. Das U.S. Census Bureau hat bei der Volkszählung 2020 eine Einwohnerzahl von 942 ermittelt. 

## Persönlichkeiten
- Willis James Hulings (1850–1924), Politiker
- James Thompson Maffett (1837–1912), Politiker